# Escuela Politécnica de Ingeniería de Gijón

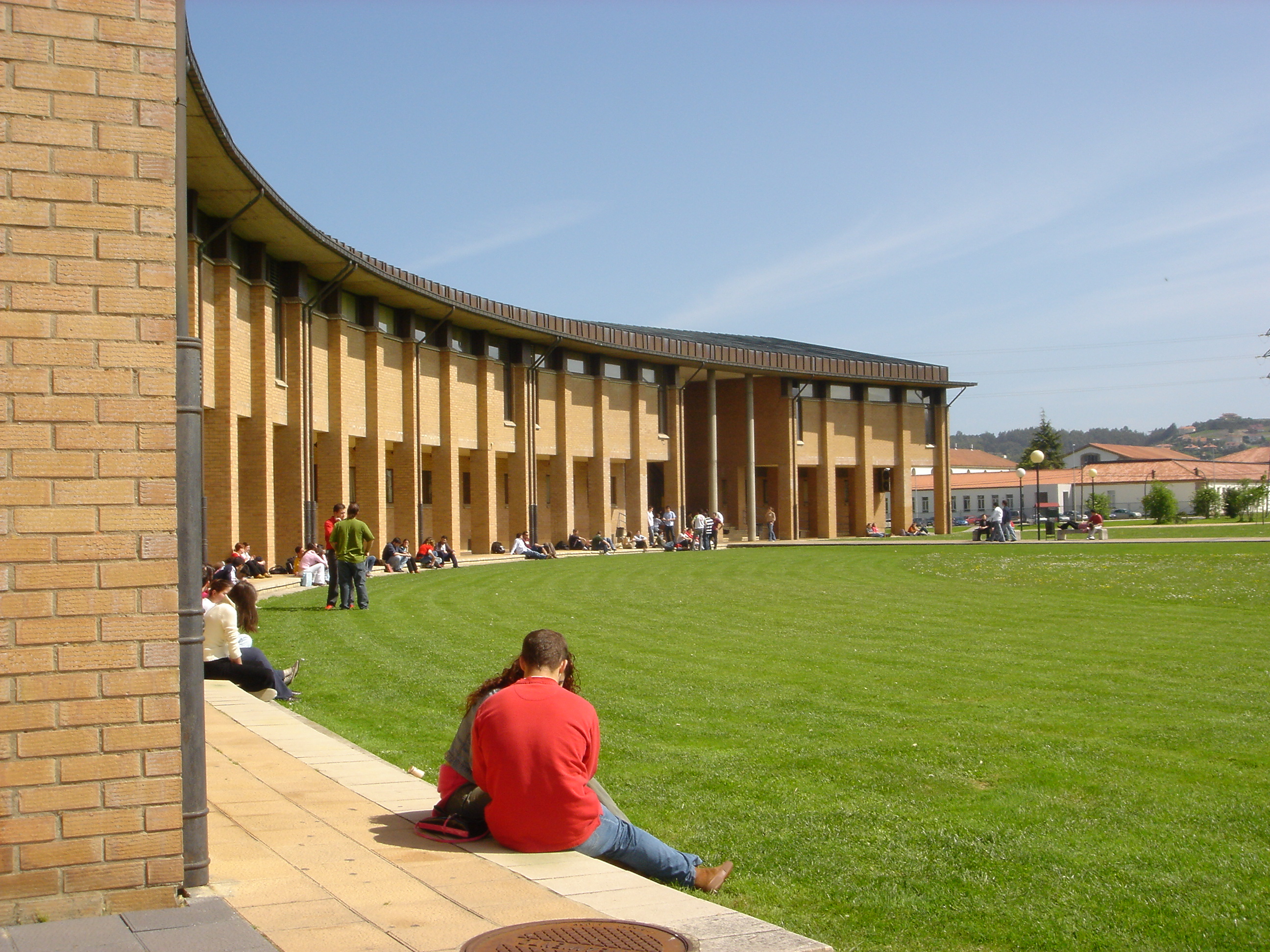
Aulario Norte

La Escuela Politécnica de Ingeniería de Gijón (EPI Gijón) es una escuela de ingeniería de la Universidad de Oviedo ubicada en el campus de Gijón que imparte estudios del grado y máster del ámbito de la ingeniería industrial, ingeniería informática e ingeniería de telecomunicación. Se fundó en 1888 como Escuela de Artes y Oficios de Gijón.
En 2018, año en el que se celebró el 40 aniversario de la primera piedra del Campus de Gijón, recibió la medalla de Plata de La Villa de Gijón "en reconocimiento a su trabajo formando profesionales a lo largo de los últimos 40 años, posicionándose como un referente universitario en toda España y siendo hoy una de las piedras angulares de la Milla del Conocimiento".
En enero de 2020 la ANECA certificó la implantación del sistema de aseguramiento de calidad orientado a la mejora continua y en marzo de 2020 el Consejo de Universidades aprueba la acreditación institucional. En ambos casos se trata del primer centro de Asturias que obtiene las correspondientes certificaciones.  
En el curso académico 2011-12 la escuela contaba con 4769 alumnos matriculados, siendo el centro docente de la Universidad de Oviedo con mayor número de estudiantes.

## Historia
Los orígenes de la Escuela se encuentran en el Instituto de Náutica y Mineralogía que Jovellanos inauguraba en Gijón 7 de enero de 1794 "para la búsqueda de la verdad y de la utilidad pública (quid verum, quid utile)". Del Instituto surgió la Escuela Especial en 1845 que luego daría lugar a la Escuela de Industria y Náutica en 1855 en la que se impartieron a partir de la Ley Moyano de 1857 los estudios de ingeniero industrial. También sentarían las bases de la Escuela de Artes y Oficios de Gijón.
La Escuela Politécnica de Ingeniería de Gijón es el centro resultante de la fusión de la Escuela Universitaria de Ingeniería Técnica Industrial de Gijón con la Escuela Universitaria de Ingeniería Técnica Informática y Telemática de Gijón y la Escuela Politécnica Superior de Ingeniería de Gijón, llevada a cabo en 2010.

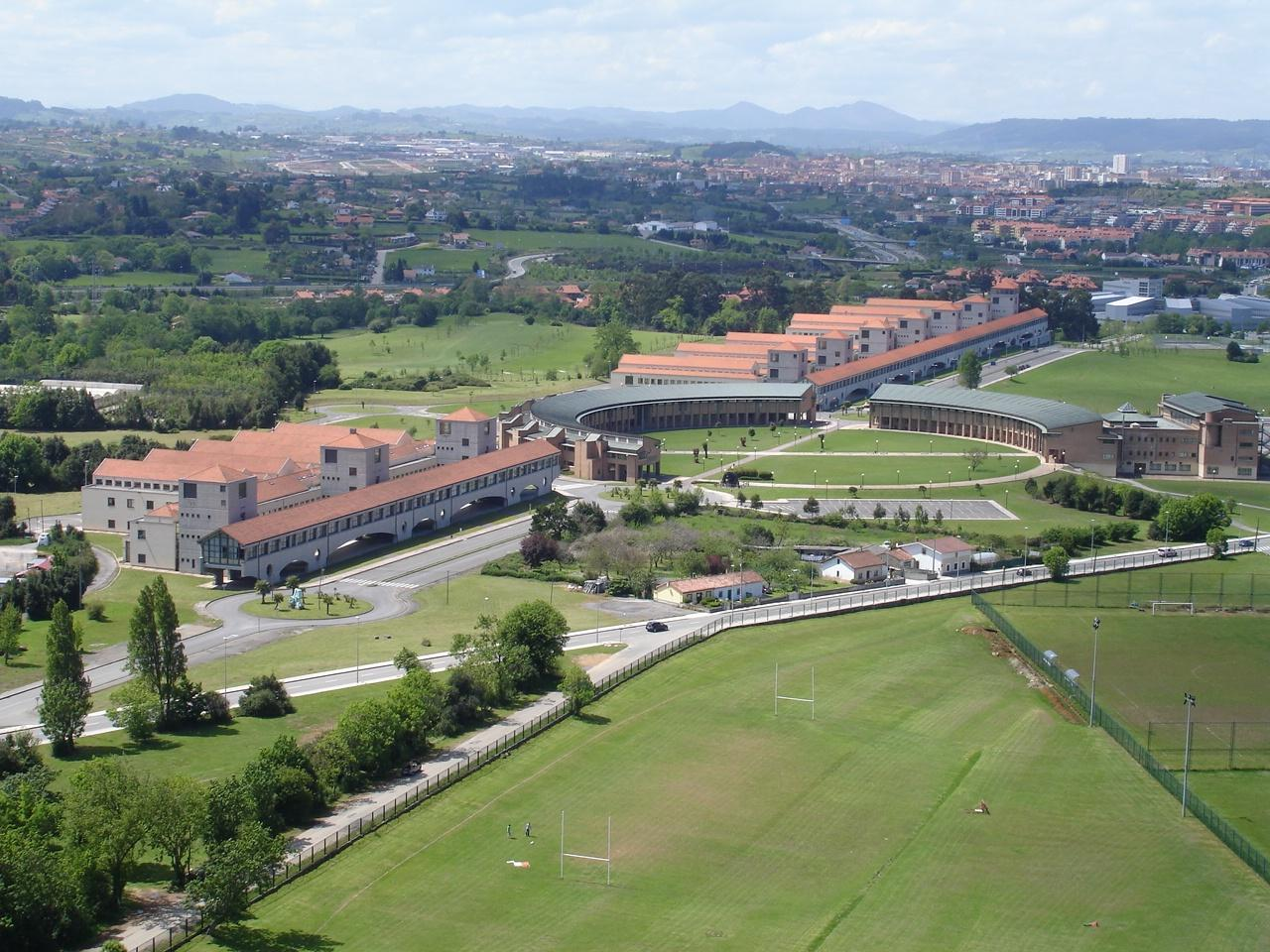
Vista de la Escuela desde la torre de La Laboral

### Escuela Universitaria de Ingeniería Técnica Industrial de Gijón (1888-2010)
El 20 de enero de 1888 se inaugura en Gijón una escuela de distrito de la Escuela Central de Artes y Oficios de Madrid, instalada en la calle Instituto, en un solar que luego pasaría a ser el de la sede del banco de España en Gijón. Sería esta Escuela de Artes y Oficios de Gijón la que por decreto 1377/1972 de 10 de mayo se convirtiese en Escuela Universitaria de Ingeniería Técnica de Gijón, integrándose en la Universidad de Oviedo. Anteriormente, el 17 de agosto de 1901 había adoptado la denominación de Escuela Superior de Industrias. El 16 de diciembre de 1910 pasó a denominarse Escuela Industrial. En 1929 vuelve a cambiar de nombre a Escuela Superior de Trabajo y en 1942 a Escuela de Peritos Industriales.
Por Real Decreto 1457/1991 de 27 de septiembre, la Escuela de Ingeniería Técnica Industrial del Centro de Enseñanzas Integradas de Gijón (Universidad Laboral de Gijón) se integró en la Escuela Universitaria de Ingeniería Técnica de Gijón.

### Escuela Universitaria de Ingeniería Técnica Informática y Telemática de Gijón (1982-2010)
La E.U. de Informática de Gijón fue creada en 1982. Sus primeros pasos discurren de la mano de la E.U. de Estudios Empresariales «Jovellanos» de Gijón con la que comparte órganos de gobierno, instalaciones y personal. La titulación que imparte la E.U. de Informática es la de Diplomado en Informática, en sus dos especialidades: Gestión y Sistemas.
En 1990 se produce la separación de ambos Centros, transladándose la E.U. de Informática al nuevo campus universitario, compartiendo las instalaciones de la E.T.S. de Ingenieros Industriales y las instalaciones y personal de administración y servicios de la E.S. de Marina Civil. 
Por acuerdo del Consejo de Universidades de fecha 20 de julio de 1992 cambia su denominación por E.U.I.T. Informática de Gijón.
En el curso 1992-93 entra en vigor un nuevo plan de estudios y comienzan a impartirse las titulaciones de Ingeniero Técnico en Informática de Gestión e Ingeniero Técnico en Informática de Sistemas. En el curso 1994-95 se inauguran las instalaciones del nuevo Aulario del Campus de Gijón, donde queda definitivamente ubicada la Dirección del Centro, la Biblioteca, los Servicios Administrativos y la Delegación de Alumnos.
Durante el curso 2000-01 entran en vigor los actuales planes de estudio de las titulaciones informáticas y en el curso 2002-2003 el plan de estudios correspondiente a la titulación de Ingeniero Técnico de Telecomunicaciones, especialidad en Telemática.

### Escuela Politécnica Superior de Ingeniería de Gijón (1975-2010)
Los antecedentes de los estudios de Ingeniería Industrial en la ciudad se remontan la Ley Moyano de 1857, que permitió adoptar la categoría de «Superior» a la Escuela de Industria existente y permitió impartir los estudios de Ingeniería Industrial. No obstante, desaparecieron en 1860 debido a problemas financieros sin llegarse a titular a ningún alumno. Más de un siglo después, nace la Escuela Técnica Superior de Ingenieros Industriales de Gijón por acuerdo del Consejo de Ministros de España del día 18 de abril de 1975 (decreto 1434/1975 de 19 de junio - Boletín Oficial del Estado de 1 de julio). El primer curso académico comenzó en 1978, y se utilizaron las aulas de la Escuela Universitaria de Ingeniería Técnica Industrial de Gijón. No fue hasta 1983 cuando se inauguró el nuevo edificio de la escuela. 
Un nuevo cambio de denominación, a Escuela Técnica Superior de Ingenieros Industriales e Ingenieros Informáticos de Gijón se realizó por Real Decreto 1457/1991 (B.O.E. de 12 de octubre de 1991, Art. 6º, Punto 3º), cuando se autorizó el segundo ciclo de la titulación de Ingeniero en Informática. 
El Boletín Oficial del Principado de Asturias de 8 de octubre de 2002 publicó el Decreto 121/2002 por el que se procedió a un nuevo cambio de denominación al de Escuela Politécnica Superior de Ingeniería de Gijón tras haberse empezado a impartir la nueva Ingeniería de Telecomunicación el año anterior.

## Adaptación al Espacio Europeo de Educación Superior
En el primer curso tras la fusión de centros y la implantación del proceso de Bolonia, se matricularon en la Escuela Politécnica de Ingeniería de Gijón 935 alumnos de primer curso distribuidos siendo la titulación de Grado en Ingeniería Mecánica la que tuvo una mayor matrícula de estudiantes.

## Universidad Politécnica Jovellanos
En 2011, el gobierno del Principado liderado por Francisco Álvarez-Cascos planeó la creación de la Universidad Politécnica Jovellanos. Se buscaba independizar la escuela gijonesa de la Universidad de Oviedo y crear una segunda universidad en Asturias, de manera similar a lo que sucede en Cambridge (Massachusetts), donde conviven la Universidad de Harvard y el Instituto de Tecnología de Massachusetts (MIT). El proyecto fue descartado al no tener el respaldo parlamentario necesario para salir adelante.

## Oferta formativa
Imparte titulaciones de las rama industrial, informática y telecomunicación de grado y máster adaptadas al Espacio Europeo de Educación Superior: Todos los grados tienen la oferta de un itinerario bilingüe en inglés.

### Títulos de grado
- Ingeniería en Tecnologías Industriales
- Ingeniería Química Industrial
- Ingeniería Mecánica
- Ingeniería Eléctrica
- Ingeniería Electrónica Industrial y Automática
- Ingeniería de Organización Industrial
- Ingeniería Informática en Tecnologías de la Información
- Ingeniería en Tecnologías y Servicios de Telecomunicación
- Ciencia e Ingeniería de Datos

### Títulos de máster universitario
- Ingeniería Industrial.
- Ingeniería Informática.
- Ingeniería de Telecomunicación.
- Ingeniería de Automatización e Informática Industrial.
- Ingeniería Energética.
- Integridad y Durabilidad de Materiales, Componentes y Estructuras.
- Ingeniería Mecatrónica.
- Erasmus Mundus en Ingeniería Mecatrónica.
- Conversión de Energía Eléctrica y Sistemas de Potencia.
- Erasmus Mundus en Transporte Sostenible y Sistemas Eléctricos de Potencia.

### Títulos propios
- Máster en Internet de las Cosas.
- Máster en Soldadura y Tecnologías de Unión.
- Máster en Impresión 3D Creativa.
- Máster en Industria 4.0: Consultoría, Gestión y Desarrollo.
- Experto en Sonificación de Datos, Productos y Procesos.
- Experto en Seguridad Perimetral.
- Experto en Startups Milla del Conocimiento.

## Programas internacionales
La Universidad de Oviedo y la EPI Gijón, ofrecen múltiples opciones de movilidad para aquellos estudiantes de estudios oficiales (Grado, 1º o 2º Ciclo, máster oficial o doctorado) que deseen tener una experiencia fuera del campus, así como también recibe una gran cantidad de estudiantes procedentes de todo el mundo. El 33% de los estudiantes del centro disfruta de una movilidad internacional a lo largo de los estudios. Entre los programas al cual se encuentra afiliados son:
- Las becas de estudio ERASMUS.
- ERASMUS prácticas.
- Convenios de cooperación internacional.
- Programa CONAHEC.
- Programa SICUE.

## La Wikipedia en la EPI

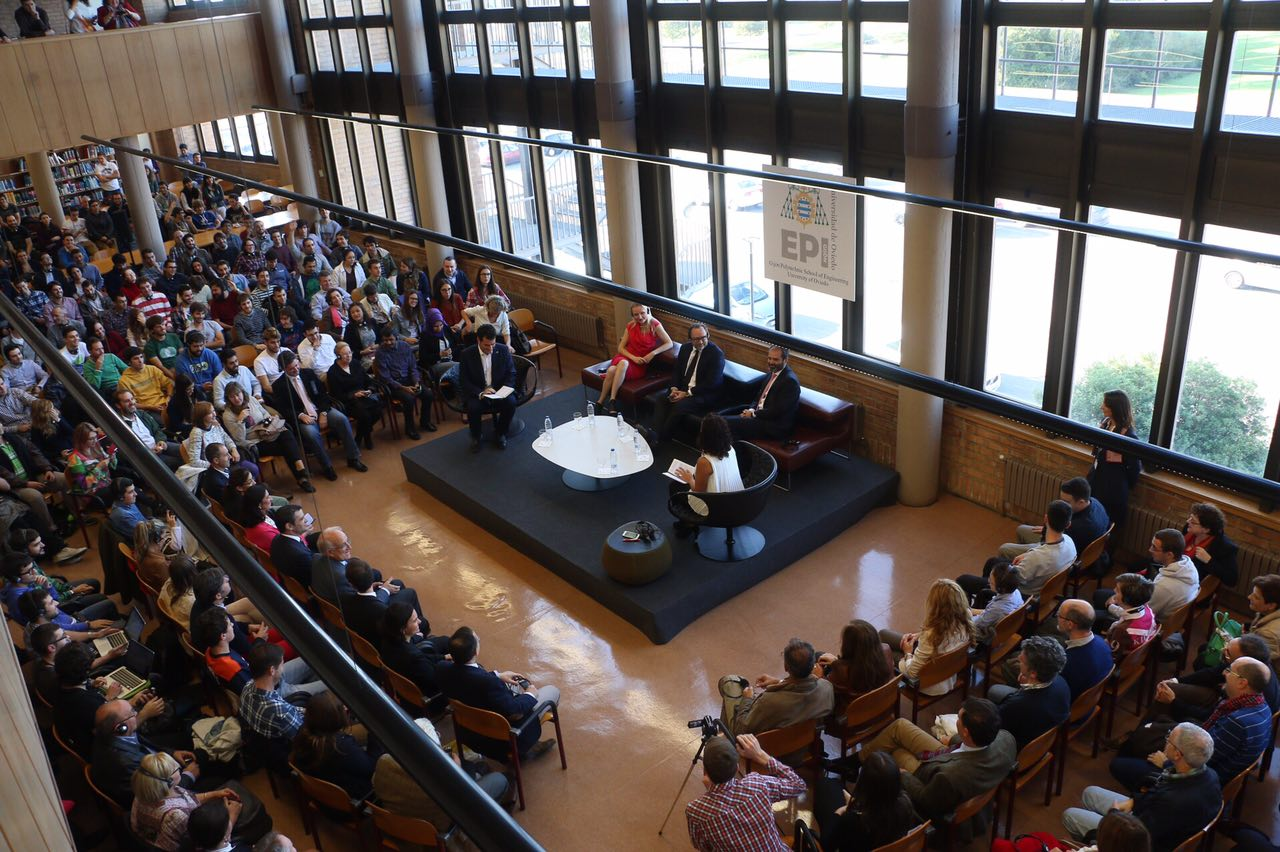
Jimmy Wales en la biblioteca del aulario norte de la EPI Gijón.

El 22 de octubre de 2015 se celebró en la Biblioteca del Aulario Norte una mesa redonda con la participación de Wikipedia, Premio Princesa de Asturias de Cooperación Internacional. La conversación se centró en los emprendedores digitales y sociales, teniendo como base la propia historia de la Wikipedia. Intervinieron Jimmy Wales, Lila Tretikov y Patricio Lorente de Wikimedia Foundation. El acto fue moderado por Marián García y Ramón Rubio, profesores de la Escuela Politécnica de Ingeniería de Gijón.

## Milla del Conocimiento
Junto al resto del campus de Gijón forma parte de la Milla del Conocimiento Margarita Salas, un proyecto del Ayuntamiento de Gijón que agrupa empresas e instituciones públicas ubicadas en la zona este del municipio de Gijón con la finalidad de aprovechar la potencialidad del entorno compuesto por seis escuelas universitarias, dos centros tecnológicos y un hospital, además de la Ciudad de la Cultura, el Centro de Arte y Creación Industrial, el Conservatorio de Música y el Jardín Botánico Atlántico.

## Estudiantes destacados
- José Francisco Cosmen Adelaida. Empresario fundador de ALSA.
- Vicente Álvarez Areces. Alcalde de Gijón y presidente del Principado de Asturias.